# DS Wild Rubis
El DS Wild Rubis es un prototipo de crossover de lujo de los fabricantes franceses DS y Citroën. 

## Presentación
El concept fue presentado en el Salón del Automóvil de Shanghái el 20 de abril de 2013 como un proyecto de crossover de lujo de la marca DS Automobiles. Este es el último concept presentado en el pabellón de Citroën-DS antes de independizarse la entonces filial de lujo en junio de 2014.

## Diseño
El modelo mide 4.70 metros de largo y su distancia entre ejes es de 2.90 metros. Tiene 1.95 metros de altura y 1.95 metros de ancho. Exteriormente, el Wild Rubis utiliza el mismo diseño que el DS Número 9, pero con una forma de crossover.
El concepto también intenta adaptarse a los gustos del mercado chino, por ejemplo, ofreciendo puertas más grandes en la parte posterior. Las ventanas opacas sin embargo impiden ver el interior del habitáculo.
El estilo general del Wild Rubis se utilizará en la serie DS6, producido y comercializado en China a partir de 2014.
- Datos: Q16040174